# Кожемяко Всеволод Сергійович
Кожемяко Всеволод Сергійович (*17 травня 1972, Полтава, УРСР) — український бізнесмен, засновник Групи АГРОТРЕЙД, учасник російсько-української війни, доброволець, командир добровольчого підрозділу «Хартія». 

## Біографія
Народився у 1972 році в Полтаві, де закінчив школу № 10, потім переїхав до Харкова, де вступив до Харківського університету ім. Каразіна на спеціальність «Англійська мова та література», закінчив його 1994 року.
2002 року закінчив Міжрегіональну академію управління персоналом за спеціальністю «Менеджмент організацій».
1998 року заснував Групу Агротрейд (на момент заснування — «Східно-українська агропромислова компанія»), яка спеціалізується на виробництві, переробці й торгівлі зерновими та олійними культурами в Україні, а також є національним лідером з виробництва насіння.
2012 року журнал «Фокус» розмістив Кожемяка на № 17 серед найуспішніших аграріїв України.
2020 року Кожемяко посів 88 місце у рейтингу найбагатших українців за версією журналу Forbes зі статками у $100 млн.
2022 року добровольцем став на захист України під час Російського вторгнення в Україну

## Військова діяльність
У 2022 році після повномасштабного вторгнення РФ до України Всеволод Кожемяко організував добровольчий підрозділ «Хартія», та призначений його командиром командуванням сил територіальної оборони ЗСУ. Підрозділ виконував бойові завдання в селі Руська Лозова, брав участь в контрнаступі ЗСУ на Харківщині. З грудня 2022 року брав участь у битві за Бахмут.
В березні 2023 року підрозділ «Хартія» мобілізувався до лав Національної Гвардії України і став основою 13 Бригади НГУ «Хартія».

## Благодійність
У квітні 2014 року Кожемяко створив у Харкові БФ «Мир і порядок». Фонд почав діяльність з купівлі обмундирування для співробітників МВС, які захищали будівлю Харківської ОДА.
З початком АТО фонд зайнявся підтримкою ЗСУ, підрозділів МВС і добровольчих батальйонів, допомагав лікуватися постраждалим на Донбасі. 
У 2017 році заснував Благодійний фонд «Україна XXI» і став співзасновником Харківської школи архітектури. 
За участі Кожемяка у Харкові розпочато будівництво військового Храму Святого Юрія Переможця.
1 і 2 жовтня в Харкові, на сцені СХІД ОПЕРА відбулася прем'єра авангардної опери Алли Загайкевич «Вишиваний. Король України» на лібрето Сергія Жадана, яку створено за ініціативи і на замовлення Всеволода Кожемяка. 
Влітку 2022 року за ініціативи Всеволода Кожемяка був створений Благодійний фонд «Хартія». Фонд працює із різноманітними запитами від підрозділів Сил оборони України — від побутових речей до високотехнологічного обладнання. Місія Фонду —  підтримувати військо і цим сприяти захисту України та її громадян. 

## Громадська діяльність
2016 року Кожемяка призначено консулом Австрії в Харкові.

## Нагороди
- 2015 — За волонтерську діяльність і допомогу армії був нагороджений орденом «За заслуги» III ступеня[16].
- 2022 — За особисту мужність і самовіддані дії, виявлені у захисті державного суверенітету та територіальної цілісності України був нагороджений орденом «За мужність» III ступеня[17].
- 2023 — За особисту мужність і самовіддані дії, виявлені у захисті державного суверенітету та територіальної цілісності України під час російсько-української війни був нагороджений орденом «За мужність» II ступеня[18].

## Родина
Одружений, виховує чотирьох дітей.